# Therese Elisabetha Schmitt
Therese Elisabetha Schmitt, geborene Görgen (* 25. Mai 1910 in Köln; † 26. November 1956 in Trier) war eine deutsche Kunstfliegerin des 20. Jahrhunderts.
Bereits mit 18 Jahren machte die als Röschen Görgen bekannte Fliegerin ihren Flugschein am Flugfeld Hangelar. Ihr größter Erfolg war 1933 ein zweiter Platz bei einem Sternflug nach Berlin (Sieger damals: Gerhard Fieseler). Auch ihr früher Eintritt in die NSDAP 1932 bewahrte sie nicht vor der Beschlagnahme ihres Flugzeugs im Jahr 1934.
Nach dem Zweiten Weltkrieg baute sie zusammen mit ihren Schwestern in und um Trier ein Tankstellennetz mit zu Spitzenzeiten 60 Tankstellen auf.
In Trier trägt eine Straße ihren Namen.